# Till sist (musikalbum)
Till sist är ett livealbum med Cornelis Vreeswijk utgivet 2000. Det är inspelat i augusti 1987 i Malmö Folkets Park och marknadsfördes som den sista inspelade konserten med Vreeswijk. Han avled drygt tre månader senare. Det har dock visat sig att det finns en ännu senare inspelning.

## Låtlista
Alla sånger är skrivna av Cornelis Vreeswijk om inte annat anges.
1. Inledning – 1:37
2. Sist jag åkte jumbojet blues – 4:15
3. El porompompero (Pedrero Solano/Cornelis Vreeswijk) – 5:46
4. Bruna bönor complet (Chico Buarque de Hollanda/Cornelis Vreeswijk) – 3:06
5. Sambaliten (Atahualpa Yupanqui/Cornelis Vreeswijk) – 3:50
6. Jag och Bosse Lidén (Kris Kristofferson/Fred Foster/Cornelis Vreeswijk) – 4:39
7. Digital reggae – 5:32
8. Blues för Dubrovnik – 4:17
9. Blues för Fatumeh – 4:26
10. Skyddsrumsboogie – 3:26
11. Dansen på Sunnanö (Evert Taube) – 6:42
12. Grimas om morgonen – 2:24

## Medverkande musiker
- Cornelis Vreeswijk – sång, gitarr
- Ove Gustafsson – bas
- Conny Söderlund – gitarr
- Diana Nunez – sång (spår 11)

## Recensioner
- Magnifik Musik 2000